# Klötze
Klötze – miasto w Niemczech, w kraju związkowym Saksonia-Anhalt, w powiecie Altmarkkreis Salzwedel. Miasto leży ok. 40 km na północny wschód od Wolfsburga, ok. 23 km na północny zachód od Gardelegen i ok. 30 km na południe od Salzwedel.
1 stycznia 2010 do miasta wcielono gminy Dönitz, Immekath, Jahrstedt, Kunrau, Kusey, Neuendorf, Neuferchau, Ristedt, Schwiesau, Steimke i Wenze.